# Woodall Mountain
Woodall Mountain (246 m), anciennement Yow Hill, est le point culminant de l'État du Mississippi, aux États-Unis.
Faisant partie du massif des Appalaches, elle est située dans le comté de Tishomingo, dans le Nord-Est de l'État.

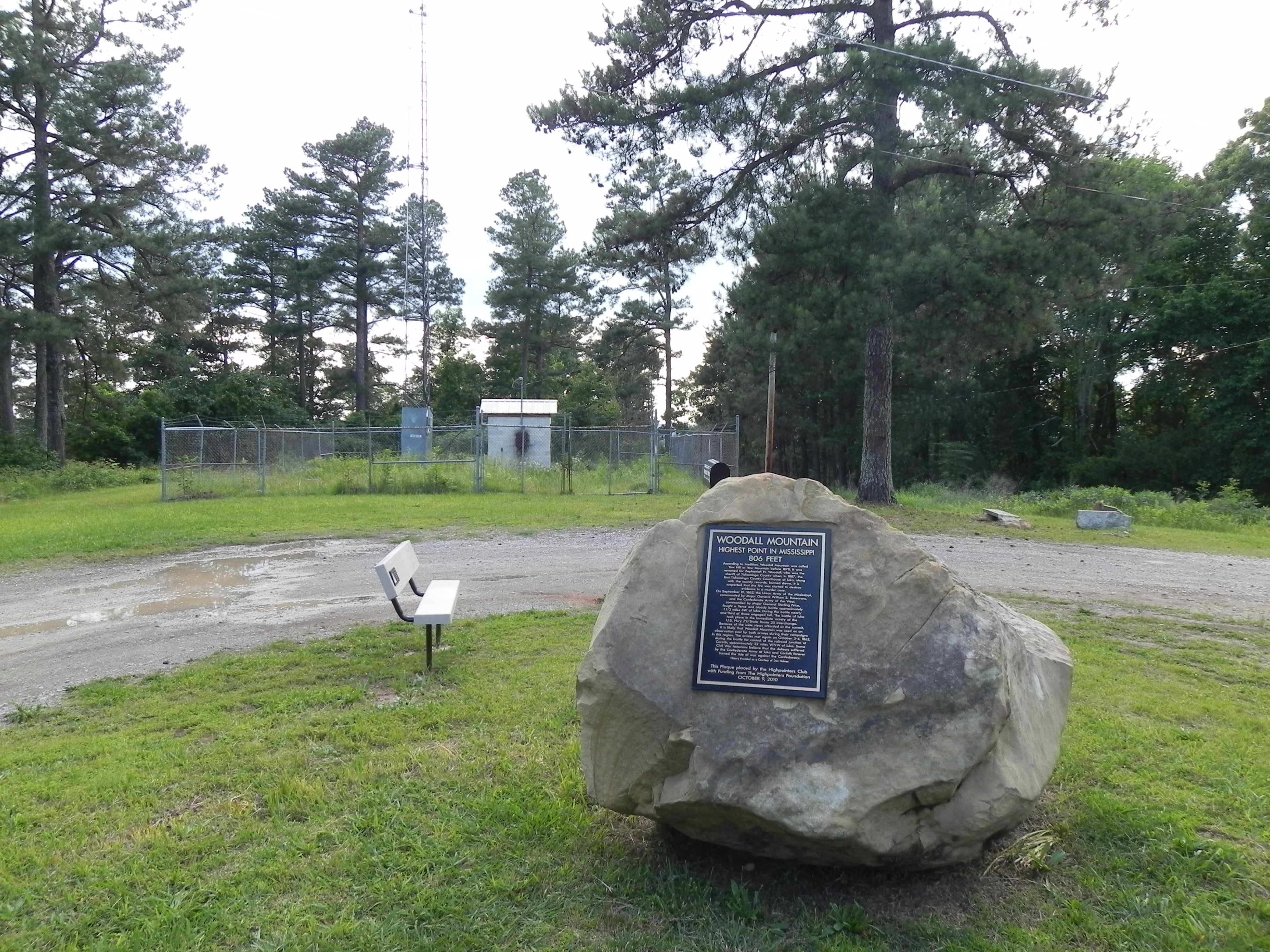
Plaque au sommet de Woodall Mountain.